# 4.ª Divisão Panzer (Alemanha)
A 4ª Divisão Panzer (em alemão: 4. Panzer-Division) foi uma unidade militar blindada da Alemanha que esteve em serviço durante a Segunda Guerra Mundial.

## Comandantes
| Comandante                                                   | Data                                                        |
| ------------------------------------------------------------ | ----------------------------------------------------------- |
| Generalleutnant Georg-Hans Reinhardt                         | 10 de novembro de 1938 - 5 de fevereiro de 1940             |
| Generalmajor Ludwig Ritter von Radlmeier                     | 5 de fevereiro de 1940 - 3 de abril de 1940                 |
| Generalmajor Johann Joachim Stever                           | 4 de abril de 1940 - 14 de maio de 1940                     |
| Oberst Hans Freiherr von Boineburg-Lengsfeld                 | 15 de maio de 1940 - 18 de maio de 1940 m.d.F.b.            |
| Generalmajor Johann Joachim Stever                           | 19 de maio de 1940 - 23 de julho de 1940                    |
| Oberst Hans Freiherr von Boineburg-Lengsfeld                 | 24 de julho de 1940 - 6 de setembro de 1940 m.d.F.b.        |
| Generalmajor Willibald Freiherr von Langermann und Erlencamp | 8 de setembro de 1940 - 27 de dezembro de 1941              |
| Generalmajor Dietrich von Saucken                            | 28 de dezembro de 1941 - 2 de janeiro de 1942 m.d.F.b.      |
| Oberst Heinrich Eberbach                                     | 6 de janeiro de 1942 - 1 de março de 1942 m.d.F.b.          |
| Oberstleutnant Otto Heidkämper                               | 2 de março de 1942 - 31 de março de 1942 m.d.st.F.b.        |
| Generalmajor Heinrich Eberbach                               | 1 de abril de 1942 - 22 de junho de 1942                    |
| Generalleutnant z.V. Paul Hielscher                          | 23 de junho de 1942 - 3 de julho de 1942 m.d.F.b.           |
| Generalmajor Heinrich Eberbach                               | 4 de julho de 1942 - 23 de junho de 1942                    |
| Oberst Dr. Karl Mauss                                        | 24 de novembro de 1942 - 27 de novembro de 1942 m.d.st.F.b. |
| Oberst Erich Schneider Dipl. Ing.                            | 28 de novembro de 1942 - 31 de dezembro de 1942 m.d.F.b.    |
| Generalmajor Erich Schneider Dipl. Ing.                      | 1 de janeiro de 1943 - 6 de janeiro de 1943                 |
| Oberst Dr. Karl Mauss                                        | 7 de janeiro de 1943 - 28 de janeiro de 1943 m.d.st.F.b.    |
| Generalmajor Erich Schneider Dipl. Ing.                      | 28 de janeiro de 1943 - 30 de maio de 1943                  |
| Generalleutnant Dietrich von Saucken                         | 31 de maio de 1943 - 22 de outubro de 1943                  |
| Oberst Dr. Karl Mauss                                        | 23 de outubro de 1943 - 20 de janeiro de 1944 m.d.st.F.b.   |
| Generalmajor Hans Junck Dipl. Ing.                           | 21 de janeiro de 1944 - 6 de fevereiro de 1944 m.d.F.b.     |
| Oberst Clemens Betzel                                        | 7 de fevereiro de 1944 - 3 de março de 1944 m.d.F.b.        |
| Generalleutnant Dietrich von Saucken                         | 4 de março de 1944 - 30 de abril de 1944                    |
| Oberst Clemens Betzel                                        | 1 de maio de 1944 - 30 de junho de 1944 m.d.F.b.            |
| Generalmajor Clemens Betzel                                  | 1 de julho de 1944 - 20 de dezembro de 1944                 |
| Oberst Hans Christern                                        | 21 de dezembro de 1944 - 28 de dezembro de 1944 m.d.st.F.b. |
| Generalleutnant Clemens Betzel                               | 28 de dezembro de 1944 - 27 de março de 1945 (KIA)          |
| Oberst Ernst Hoffmann                                        | 27 de março de 1945 - 31 de março de 1945 m.d.F.b.          |
| Generalmajor Hans Hecker                                     | 1 de abril de 1945 - 8 de maio de 1945                      |

## Área de operações
| Polônia                        | setembro de 1939 - maio de 1940      |
| França                         | maio de 1940 - novembro de 1940      |
| Alemanha                       | novembro de 1940 - fevereiro de 1941 |
| França                         | fevereiro de 1941 - abril de 1941    |
| Prússia Oriental               | abril de 1941 - junho de 1941        |
| Frente Oriental, setor central | junho de 1941 - junho de 1944        |
| Letônia                        | junho de 1944 - janeiro de 1945      |
| Prússia Ocidental              | janeiro de 1945 - maio de 1945       |